# Лелехув
Лелехув (пол. Lelechów, нім. Louisdorf) — село в Польщі, у гміні Нова Суль Новосольського повіту Любуського воєводства.
Населення — 68 осіб (2011).
У 1975-1998 роках село належало до Зеленогурського воєводства.

## Демографія
Демографічна структура станом на 31 березня 2011 року:
|          | Загалом | Допрацездатний вік | Працездатний вік | Постпрацездатний вік |
| -------- | ------- | ------------------ | ---------------- | -------------------- |
| Чоловіки | 34      | 9                  | 23               | 2                    |
| Жінки    | 34      | 8                  | 18               | 8                    |
| Разом    | 68      | 17                 | 41               | 10                   |